# JFK (映画)
『JFK』（JFK）は1991年のアメリカ映画。ケネディ大統領暗殺事件の捜査に執念を燃やす地方検事ジム・ギャリソン（ケビン・コスナー）を中心に描いた現代史ミステリー。大統領暗殺をめぐる唯一の訴訟であるクレイ・ショー裁判にいたる捜査を題材として描いている。
第64回アカデミー賞で撮影賞と編集賞を受賞した。
劇場公開版の時点で、上映時間3時間を超える大作だった。公開と同じ1991年、さらに長いディレクターズ・カット版（約206分）がビデオ発売された。
主として、リー・ハーヴェイ・オズワルド、CIA、マフィアや大物政治家がケネディ暗殺の犯人あるいは黒幕らしいとして語られるが、この映画は独自の説に基づいて展開されている。この独自の説の材料となるバッジ・マン説は1980年代に発表されていたものの、この映画により一躍知名度を高めた。
なお、ディレクターズ・カットで言及された全捜査資料の公開が2017年に行われなかった事から、作品公開30年後の2021年にオリヴァー・ストーン監督、ロバート・リチャードソン撮影によるドキュメンタリー『JFK/新証言 知られざる陰謀』が制作された。ジョン・ウィリアムズの音楽が多用され、出演者であるドナルド・サザーランドがナレーターを務めた。有料チャンネル向けの4回シリーズだが、劇場公開も行われている。

## あらすじ
ドワイト・D・アイゼンハワー大統領は1961年の告別演説で、軍産複合体の勢力拡大について警告した。彼の後任のジョン・F・ケネディ大統領が1963年11月22日にテキサス州ダラスのディーリー・プラザで暗殺されるまでの彼の在任期間には、ピッグズ湾事件とキューバ・ミサイル危機という大きな出来事があった。元米海兵隊員でソ連に亡命したと疑われるリー・ハーヴェイ・オズワルドが警察官J・D・ティピット殺害の容疑で逮捕され、ケネディとティピットの2人の殺人罪で起訴されるが、ナイトクラブのオーナー、ジャック・ルビーによって殺害される。ニューオーリンズ地方検事のジム・ギャリソンと彼のチームは、民間パイロットのデイヴィッド・フェリーを含むニューオーリンズとJFK暗殺との繋がりを調べるが、彼らの捜査は連邦政府によって公に批判され、ギャリソンは捜査を終了させる。
1966年、ギャリソンがウォーレン報告書を読み、不正確な点が幾つかあると思われることから、調査が再開される。ギャリソンとそのスタッフは、オズワルドとフェリーに関係があった者を尋問する。その様な証人の中の1人は、買春勧誘の罪で5年間服役している男娼ウィリー・オキーフで、彼はフェリーが「クレイ・バートランド」と呼ばれる男とケネディ暗殺について話しているのを目撃し、また、オズワルドと短時間会ったことがあると述べた。ギャリソンと彼のチームは、オズワルドがCIAのエージェントであり、暗殺の濡れ衣を着せられたと推論する。
1967年、ギャリソンと彼のチームは、教師ジーン・ヒルを含む暗殺の複数の目撃者から話を聞いた。ヒルは、少し高くなっている「グラシー・ノウル」から1人の男が発砲するのを目撃したこと、オズワルドがそこからケネディを撃ったとされるテキサス教科書会社の倉庫から3発の発砲があったと言うようにシークレットサービスから脅迫されたこと、そして、彼女の証言はウォーレン委員会によって改竄されたことを語った。ギャリソンのスタッフはまた、テキサス教科書会社の倉庫から空のライフルを試射し、オズワルドの射撃の腕では一定の時間内に3発もの発射は出来ず、狙撃者は複数いたと結論づけた。ギャリソンは、「バートランド」が本当はニューオーリンズの実業家クレイ・ショーであると信じるようになる。ギャリソンはショーから聴取するが、ショーはフェリー、オキーフ、オズワルドの何れにも会ったことは無いと否定する。
重要な証人の中には恐怖を感じて証言を拒否する人もいれば、ルビーやフェリーのように不審な状況で死亡する者もいた。フェリーは死ぬ前に、ケネディ殺害の陰謀があったことをギャリソンに告げる。ギャリソンはワシントンD.C.で「X」と名乗る高官と会う。彼は暗殺が政府最高レベルでのクーデターであったことを示唆し、CIA、マフィア、軍産複合体、シークレットサービス、FBI、そして当時の副大統領リンドン・ジョンソンが共謀者であるかまたは暗殺の真実を隠蔽する動機を持っていたと示唆する。Xは、ケネディがアメリカをベトナム戦争から撤退させ、CIAを解体したがっていたために殺されたのではないかと示唆する。Xはギャリソンに捜査を続けてショーを起訴するよう勧める。その直後、ギャリソンはショーをケネディ殺害の共謀罪で起訴した。
ギャリソンの結婚生活は、妻のリズがギャリソンが家族よりも事件に多くの時間を費やしていると不満を漏らしたことから、ギクシャクする。娘に不吉な電話がかかってきた後、リズはギャリソンが利己的であり、同性愛者であるという理由だけでショーを攻撃していると非難する。ギャリソンのスタッフの一部は彼の動機を疑い始め、彼のやり方に異を唱え、調査から離れる。その内の1人であるビル・ブルサードは、ある期間、FBIの内通者となっていて、ギャリソンを誘拐、殺害、または怖がらせる試みにおいて良く分からない役割を担っていたことが後に明らかになる。更に、ギャリソンは陰謀論の調査のために税金を無駄にしているとしてメディアで批判される。ギャリソンはマーティン・ルーサー・キング・ジュニアの暗殺とロバート・F・ケネディの暗殺との間に関係があると疑っている。
ショーの裁判は1969年に行われた。ギャリソンは裁判所に対し、「一発の銃弾説」の却下を提案し、ジョンソンを大統領の座に就かせることを目的として、3人の暗殺者が6発の発砲を行い、オズワルドをケネディとティピットの殺害の罪に陥れたというシナリオを提示した。ジョンソンが大統領になれば、彼はベトナム戦争を激化させ、防衛産業を儲けさせることが出来るからである。しかし、陪審は1時間足らずの審議の後、ショーに無罪判決を下した。この訴追は失敗に終わったが、ギャリソンはその決意に満ちたやり方により妻や子供たちの尊敬を勝ち取り、家族との関係を修復する。

## 典拠
原案はジム・ギャリソン（Jim Garrison）の『On the Trail of the Assassins: My Investigation and Prosecution of the Murder of President Kennedy』（邦訳: ジム・ギャリソン『JFK　ケネディ暗殺犯を追え』、岩瀬孝雄訳、ハヤカワ文庫NF：早川書房 1992年）及びジム・マース（Jim Marrs）の『Crossfire: The Plot That Killed Kennedy』。ジム・ギャリソンは実在の元検事、ジム・マースはケネディ暗殺事件の研究家（映画は事実に虚構を織り交ぜたフィクションである）。
参考書籍は、オリバー・ストーン、ザカリー・スクラー 『JFK　ケネディ暗殺の真相を追って』（テンプリント 1993年）。映画を巡る論争、注釈付シナリオを収録している。

## スタッフ
- 製作総指揮：アーノン・ミルチャン
- 製作：A・キットマン・ホー、オリヴァー・ストーン
- 監督：オリヴァー・ストーン
- 原案：ジム・ギャリソン、ジム・マース
- 脚色：オリヴァー・ストーン、ザカリー・スクラー
- 撮影：ロバート・リチャードソン
- 音楽：ジョン・ウィリアムズ
- 提供：ワーナー・ブラザース

### 日本語版
- 日本語字幕：進藤光太

|                | ソフト版 | テレビ朝日版   |
| -------------- | --- | -------------- |
| 演出           | 福永莞爾 | 福永莞爾       |
| 翻訳           | 進藤光太 （平田百合子）                                                                                        | たかしまちせこ |
| 録音           | 山下裕康 （山本隆行）                                                                                          |                |
| 調整           | 山下裕康 （山本隆行）                                                                                          | 荒井孝         |
| VTR編集        | 松村卓朗 |                |
| 音響制作       | 相原正之 中西真澄                                                                                              |                |
| プロデューサー | | 圓井一夫       |
| 制作           | ワーナー・ホーム・ビデオ プロセンスタジオ （20世紀フォックス ホーム エンターテイメント ジャパン） （東北新社） | 東北新社       |

## キャスト
| 役名                         | 俳優                           | 日本語吹替 | 日本語吹替                                                                                           | 日本語吹替 |
| 役名                         | 俳優                           | ソフト版 （追加収録部分） | テレビ朝日版                                                                                         |            |
| ---------------------------- | ------------------------------ | --- | --- | ---------- |
| ジム・ギャリソン             | ケビン・コスナー               | 津嘉山正種 | 津嘉山正種                                                                                           |            |
| クレー・ショー               | トミー・リー・ジョーンズ       | 小川真司 （町田政則） | 小林清志                                                                                             |            |
| ウィリー・オキーフ           | ケヴィン・ベーコン             | 金尾哲夫 | 田原アルノ                                                                                           |            |
| スージー・コックス           | ローリー・メトカーフ           | 弘中くみ子 | 小山茉美                                                                                             |            |
| リー・ハーヴェイ・オズワルド | ゲイリー・オールドマン         | 牛山茂 | 田中亮一                                                                                             |            |
| ビル・ブロザード             | マイケル・ルーカー             | 納谷六朗 | 辻親八                                                                                               |            |
| ルー・アイヴォン             | ジェイ・O・サンダース          | 大塚明夫 | 石塚運昇                                                                                             |            |
| リズ・ギャリソン             | シシー・スペイセク             | 神保共子 | 弥永和子                                                                                             |            |
| ジャック・マーティン         | ジャック・レモン               | 山野史人 | 阪脩                                                                                                 |            |
| デイヴィッド・フェリー       | ジョー・ペシ                   | 青野武 | 江原正士                                                                                             |            |
| アル・オーサー               | ゲイリー・グラッブス           | 田中正彦 | 小杉十郎太                                                                                           |            |
| ヌーマ・ベルテル             | ウェイン・ナイト               | 福田信昭 | 桜井敏治                                                                                             |            |
| ローズ・チェラミー           | サリー・カークランド           | 一城みゆ希 | |            |
| FBI広報官                    | ロン・ジャクソン               | | 小島敏彦                                                                                             |            |
| リー・バウアーズ             | プルイット・テイラー・ヴィンス | 土師孝也 | 福田信昭                                                                                             |            |
| ガイ・バニスター             | エドワード・アズナー           | 筈見純 | 加藤精三                                                                                             |            |
| ジャック・ルビー             | ブライアン・ドイル＝マーレイ   | 円谷文彦 | 今西正男                                                                                             |            |
| ラッセル・ロング上院議員     | ウォルター・マッソー           | 藤本譲 | 村松康雄                                                                                             |            |
| ディーン・アンドルーズ       | ジョン・キャンディ             | 笹岡繁蔵 | 増岡弘                                                                                               |            |
| ジャスパー・ギャリソン       | ショーン・ストーン             | 安達忍 | |            |
| ヴァージニア・ギャリソン     | エイミー・ロング               | | 川田妙子                                                                                             |            |
| スナッパー・ギャリソン       | スコット・クルーガー           | | |            |
| エリザベス・ギャリソン       | アリソン・プラット・ディヴィス | | |            |
| ビル・ニューマン             | ヴィンセント・ドノフリオ       | | |            |
| X大佐                        | ドナルド・サザーランド         | 内田稔 | 家弓家正                                                                                             |            |
| Y将軍                        | デイル・ダイ                   | 小島敏彦 | 阪脩                                                                                                 |            |
| マリーナ・オズワルド         | ベアタ・ポズニアック           | 安永沙都子 | |            |
| フランク                     | ウェイン・ティペット           | 仲野裕 | |            |
| ベーカー巡査                 | ビル・ピックル                 | 荒川太朗 | |            |
| Mr.ゴールドバーグ            | ロン・リフキン                 | | |            |
| ジュリア・アン・マーサー     | ジョー・アンダーソン           | | 土井美加                                                                                             |            |
| ビヴァリー・オリヴァー       | ロリータ・ダヴィドヴィッチ     | 安達忍 | 深見梨加                                                                                             |            |
| 検視官                       | ハロルド・G・ハーサム          | 藤本譲 | 緒方賢一                                                                                             |            |
| アール・ウォーレン最高裁長官 | ジム・ギャリソン（カメオ出演） | 吉水慶 | 加藤精三                                                                                             |            |
| エドワード・ハガーティ判事   | ジョン・フィネガン             | 吉水慶 | 峰恵研                                                                                               |            |
| 陪審長                       | ロイズ・T・バーガーロン        | | 城山堅                                                                                               |            |
| ジョージ・ド・モーレンシルト | ウィレム・オルトマンズ         | | |            |
| ジェリー・ジョンソン         | ジョン・ラロケット             | （手塚秀彰） | |            |
| 偽オズワルド                 | フランク・ホエーリー           | 土師孝也 （落合弘治） | |            |
| 冒頭のナレーション           | マーティン・シーン             | 内田稔 | 糸博                                                                                                 |            |
| その他声の出演               |                                | 有本欽隆 伊井篤史 磯辺万沙子 糸博 伊藤和晃 小室正幸 定岡小百合 佐藤しのぶ 鈴木勝美 辻親八 中多和宏 西宏子 藤生聖子 水野龍司 追加収録部分 根本泰彦 茜部真弓 坂井恭子 岡田栄美 西村太佑 こねり翔 | 有本欽隆 岩田安生 池水通洋 伊井篤史 叶木翔子 瀬畑奈津子 火野カチコ 宝亀克寿 堀越真己 宮田光 幹本雄之 |            |

- ソフト版：ワーナー・ホーム・ビデオより発売されたVHSでは劇場公開版のみ日本語吹替版を製作・発売。同社発売のディレクターズ・カット版VHSは字幕スーパー版のみ発売、DVDは吹替音声未収録。劇場公開版は本国アメリカも含めDVD・BD未発売。
  - 20世紀フォックス ホーム エンターテイメント ジャパンより発売のBD・DVD版は、ディレクターズ・カット版本編の追加シーンに吹替音声を追加収録した「ディレクターズ・カット/日本語吹替完声版」として発売。
- テレビ朝日版：1994年10月9日『日曜洋画劇場』（約145分）
  - 当時『日曜洋画劇場』で解説をしていた淀川長治はオリバー・ストーン嫌いで知られていたが、本作のテレビ朝日版の吹き替えを鑑賞後に一転して「いいね。良く撮ってるね。」と感心し、解説でも好意的な感想を述べていた[7]。

## 評価
レビュー・アグリゲーターのRotten Tomatoesでは66件のレビューで支持率は85%、平均点は7.70/10となった。Metacriticでは29件のレビューを基に加重平均値が72/100となった。

## 受賞歴
- 1991年アカデミー賞
  - 撮影賞：ロバート・リチャードソン
  - 編集賞：ジョー・ハッシング、ピエトロ・スカリア

## モデル
ドナルド・サザーランド演ずる「X大佐」のモデルはフレッチャー・プラウティであるとされている。プラウティの著書『JFK: The Cia, Vietnam, and the Plot to Assassinate John F. Kennedy』（Citadel; Upd Sub edition, 2003）にはオリバー・ストーンが序文を寄せている。
マングース作戦などアメリカ国外の工作を指揮したX大佐の上司・Y将軍に相当する人物としては、1963年11月はじめに空軍少将として退役したエドワード・ランスデールが挙げられる。Y将軍の部屋に入る直前、X大佐は秘書に「エディ（エドワード）は居るか？」と訊ねており、暗殺計画の相談を受ける場面では卓上のネームプレートに"E.G."というイニシャルを読み取る事が出来る。

## 反証
この映画は、あくまでエンターテイメントであり、いくつかの陰謀説の書籍をミックスして脚本を構成しているが、これに関しては、不確かな情報と、誇張・拡大解釈の為、反証も存在する。
変えられたパレードルート
映画では、ジム・ギャリソンが11月19日のダラス・モーニング・ニュース誌に掲載されたパレードルートを示して、当日と異なる事を指摘し、直前に組織的な陰謀により、パレードルートがテキサス教科書倉庫ビルの近くを通るように変更された事を仄めかしている。
しかし、これは単なる地図の転記ミスが原因である事が判明しており、その証拠として、同じ新聞の別ページには、パレードルートの文章による説明で、ヒューストン通りから、エルム通りに曲がる事が明確に記載されている。さらに同日付けのダラス・ヘラルド誌にも、ヒューストン通りからエルム通りに曲がる当日のルートが掲載されている。
消えた「てんかん」患者
映画では、デイリープラザで、てんかん発作を起こした患者が現れ、救急車で運ばれるものの病院に着くと彼は名乗らずに消えたと、ジム・ギャリソンは主張している。これは、偽のてんかん患者が周囲の警官の注意を惹くためであると説明している。
しかし、実際には、この患者は事件翌年の1964年5月26日にFBIにより、特定されている。
名前はジェリー・ベルクナップ、彼は子供の頃から、てんかん発作に悩まされており、その日の救急車の搬送代金として$12.50の領収書も提示している。彼は救急車でパークランド病院に運び込まれたが、発作がすぐに収まったため、休んでいたところ、狙撃された大統領が運び込まれ、病院は大混乱になり、医師に診察を受けるどころでは無くなったと証言している。
コナリー知事のカウボーイ・ハット
ザプルーダーフィルムを上映するシーンで、ジム・ギャリソンは、コナリー知事が銃撃されたタイミングを説明するのに、「手首を銃弾が打ち砕いたのなら、カウボーイ・ハットを持つ事はできない。」だからまだ銃弾が当たっていないと説明している。
しかし、コナリー知事の妻、ネリー・コナリーがテキサス・マンスリー誌のインタビューに答えた際に、コナリー知事は病院に急行する際も、ずーっとカウボーイハットを手に持ったままだったと証言している。
51人の目撃者
劇中でのジム・ギャリソンは法廷で「51人の目撃者がグラシノールから銃撃があったと証言した」と人数を挙げているが、51人もの証言は実際の裏づけが無い数字である。この51人という数字は1965年3月に発行されたMinority of Oneという雑誌に掲載された記事がベースになっているが、記事中にも、根拠となる人名のリストはない。また、その後の陰謀説に基づくJosha Thompsonの書籍では31人になり、さらに下院の調査委員会で確認された数字は20人と記載されている。
オズワルドは射撃は下手？
映画ではオズワルドは射撃が下手だったと描かれているが、実際は、オズワルドは海兵隊在籍中の1956年にM1ガーランドライフルを用いた速射（rapid-fire）で50点満点中の48点と、49点を記録して、一級射撃手sharpshooterのランクを与えられている。これは海兵隊員としては、中の上クラス。一般のアメリカ人の中では間違いなく上クラスである。
ダラス市警は発見されたライフルが当日発射されたかどうかの検査をしなかった？
ライフル等の銃砲が、最近発射されたかどうかを検証できる鑑識の検査方法は当時も現在も存在していない。
オズワルドの供述調書
ジムギャリソンが劇中で、「オズワルドは12時間も拘束されたのに、供述調書が存在しない」と陰謀を匂わせる台詞があるが、実際には、逮捕された週末のダラス市警における供述は、ウォーレン報告書の付録XIに収録されている。
テキサス劇場での逮捕
オズワルドがテキサス劇場（映画館）で逮捕されるシーンで、数十名の警官が殺到したと、あたかも逮捕が予定されていたかのような印象を観客に与えている。しかし当時は、近所で発生した警官射殺事件で現場周辺の警察官は殺気立っており、別の通報でも近所の図書館に、数十名の警官が殺到して大騒ぎになっている。
見知らぬ作業員
劇中では、テキサス教科書倉庫ビルは当日は改装中で、見知らぬ作業員が数多く出入りしていたと説明しているが、実際には6名の教科書倉庫の従業員だけで構成されており、見知らぬ人物がビル内に出入りしている状態ではなかった。
デイリープラザのオズワルドとジャック・ルビー
ジュリア・マーサーは、パレード当日の朝、渋滞するデイリープラザでグラシノールの道路脇に止まっていたグリーンのピックアップトラックから、ライフルのような物を下ろす男を目撃した。後に、写真で確認したところ、運転手はジャック・ルビー、ライフルを下ろしていた男はオズワルドであったと警察にて証言したとの有名な話を映画では映像化している。
しかし、このトラックはダラス市警により、地元の建設会社の物で故障で停車していたもので、後部から工具箱を出して修理していた事が判明している。また、この間、3名のダラス市警の警察官が立ち会っていた事も分かっている。
ニュージーランドの新聞
映画では、1963年11月23日のニュージーランドの新聞の朝刊に、オズワルドの経歴が載ったのは、CIAによる事前の情報提供があったと、匂わせるシーンを挿入している。すなわち米国時間の午後3時、ニュージーランド時間の23日午前10時に発表があったので、時間差から言えば、朝刊に掲載されるのは不可能と描かれている。
しかし、これは映画製作側の意図的なトリックで、1963年当時、ニュージーランドでは“朝刊”は発行されていなかった。通常、ニュージーランドでは、新聞は午後1時から2時に当日の日付の新聞が発行されるのだが、米国大統領暗殺という前代未聞の大事件に、通常オーストラリア経由で来るニュースをニュージーランド直通に切り替え、23日付けの新聞に間に合わせたと、当時の担当者は語っている。

## 映画では語られなかったいくつかの論点
グラシノールの丘に落ちていた歯型の付いた薬莢の存在
劇中でも「グラシノールの丘から撃った人間がいる」という証言の描写があるが、「大統領は自分が撃ち、歯型の付いた薬莢（やっきょう）をグラシノールの丘に置いてきた」という証言をする男が後になって現れた。
映画の原作者であるJFK暗殺事件研究家のジム・マーズは歯型の付いた薬莢の存在を早くから知っていたが、確証が無く映画制作時でもこの事は公にはしていなかった。
見つかった薬莢は「.221 レミントン・ファイアーボール」という小型のライフル銃の物であり、火薬の量が少し多目の初期型の物であると断定されている。実行犯だと名乗り出た男も「グラシノールの丘からレミントン・ファイヤーボールで大統領を撃った」と証言している。
ケネディ大統領のパレードの護衛を担当していた白バイ警官の無線通話記録に入っていた合計4発に聞える銃声と思しき一発が、日本音響研究所の鑑定により内一発が「レミントン・ファイヤーボール」の銃声に極めて近いとの鑑定結果が出ていた。テレビのバラエティー番組であり、この録音テープの出どころなどについては番組内で明らかにしていない。
短すぎる2発目と3発目の銃声の間隔
白バイ警官の無線通信に記録された4発の銃声は一定の間隔で放たれているが、2発目と3発目の銃声の間だけ2秒以下という非常に短い間隔だった。3発目は2発目の銃声のこだまだとする意見もあるが、それならば1発目と3発目の銃声にもこだまが入っておらねばならず、この理論は成立しない。いかにオズワルドが射撃の名手であろうとも、作りの荒いカルカーノ(カルカノM91/38)で2秒以下の間隔で弾丸を連射するのはほぼ不可能である。そもそもこのテープがどういった経緯で入手できたのか、テレビのバラエティー番組では明らかになっていない。
ケネディの喉と頭部を撃ちぬいた弾丸の方向
ウォーレン報告書では教科書倉庫ビルの6階からオズワルドがケネディを撃ったとされているが、ケネディの喉の銃創の射出口と射入口がほぼ水平に入っていたと検視で明らかになっている。
教科書ビル6階から撃ったとすると、弾の角度はやや上から下に入らねばならず、ケネディが少し前にかがみでもしない限り成立しない角度である。
ザプルーダフィルムを見る限りでも、ケネディは喉を撃ちぬかれる直前は前にかがんでおらず、上半身をほぼ垂直にして座っていた。
また、ケネディの頭部を撃ち抜いた弾はザプルーダフィルムを見る限りでは、「ケネディが後ろの方向に仰け反っているので前方からの射撃」と映画でも主張しているが、弾丸で撃ち抜かれた場合、射入口よりも射出口の傷が大きくなり、射出口の部分の向きとは反対方向に仰け反る場合もあると、実験結果により断定されている。
しかし使用された弾丸が拡張弾頭（ダムダム弾）と思われる場合、弾が硬いものに当たった瞬間に砕けるので、その場合は撃たれた方向とは反対に仰け反るとの実験結果も出ている。拡張弾頭が使用された証拠は何もない。
コナリー知事の証言
コナリ－知事は「ケネディ大統領の方を振り向いた時には大統領はすでに喉を撃たれており、自分はその直後に撃たれた」と、早い段階から本人の証言があった。ウォーレン委員会の報告書でもこの証言は取り上げられた。この証言が事実だとするとケネディ大統領とコナリー知事は別々の弾丸で狙撃されたことになり、ケネディは2発目、コナリー知事は3発目で撃たれたことになり、致命傷となった頭部への銃撃は4発目となる。ウォーレン報告書では他の証拠の重さから3発だと結論付けた。
大きく切開されたケネディの喉の傷
パークランド病院で遺体を目撃した関係者の証言によると、ケネディの遺体の喉の傷はそれほど大きくはなく小さい穴が開いていただけであったと証言している。このことから当初は喉の傷は弾丸の射入口だと判断していた。しかし、ベセスダ海軍病院で検視をした検視官の証言によると、ケネディの遺体の喉の傷は大きく切開された跡があると、複数の検視官が証言している。これはウォーレン報告書の通りに、後方からの射撃になるように遺体の傷を捏造したとの説がある。ただ、これはパークランド病院で救命措置の気管挿入にこの穴を広げて利用したに過ぎない。
ケネディの遺体の運送の空白
ダラスのパークランド病院でケネディ大統領の遺体を棺に納めた人物の証言によると、暗殺事件後のケネディの遺体はパークランド病院で検視を受けた後、シーツで包まれ飾り付きの棺に納められワシントンのベセスダ海軍病院へ直接運送されたとある。しかし、ベセスダ海軍病院に到着した棺には飾りが無く、ケネディの遺体はシーツではなく灰色の遺体袋に入れられていた。飛行機の中でケネディの遺体を別の棺と遺体袋に入れ替えたという記録は無く、また、ケネディの遺体の傷の記録がパークランド病院の物とベセスダ海軍病院の物とで食い違いがあることから、ケネディの遺体はダラスからワシントンに運ばれるまでに一度別の場所に運ばれ、遺体になんらかの処置を施した後、ベセスダ海軍病院まで運ばれたのではないかとの疑惑がある。
教科書ビル6階に指紋を残した男
教科書ビル6階を捜査したときに、オズワルドやビルの従業員のものではない人間の指紋が検出されていた。その指紋はジョンソン大統領と親交のあった男のものと後に断定されている。と噂されるが、この指紋の採取や鑑定がいつどのような経緯でなされたのか何も情報がない。

## トリビア
- 主人公ジム・ギャリソンによる『私は9人の判事を忌避した男だ』とのセリフがあるが、ここでの『忌避』とは裁判用語。意味は『除斥事由には該当しないが、手続の公正さを失わせるおそれのある者を、申立てに基づいてその手続に関する職務執行から排除すること』。
- 同じく『微笑しながら悪党』とのセリフはシェークスピアの『ハムレット』から。『人は、ほほえみ、ほほえみ、しかも悪党たりうる(One may smile,and smile,and be a villain.)』
- 映画「2:08:39」前後に初登場する『アール・ウォーレン最高裁長官』、この方が原作者であるジム・ギャリソン氏ご本人（カメオ出演）。
- 最後の裁判所のシーンで、『...証人たちは死にました』とあるが、原文では「彼らは皆そのリスクを冒してまで前に進み出てくれた(they have all taken that risk they've all come forward)」とあり、必ずしも全員死んでしまったとは捉えきれない。例えば、証人の1人であるウィリー・オキーフは少なくとも映画の中では死んでいない。もちろん、殺されてしまったと思われる多くの証人たちも存在する。
- 原作者のジム・ギャリソン氏は実はJFK事件への調査以前はリベラルでは無く熱烈な愛国者であったと告白している。そして原作によれば、それは祖父の代の頃からと読み取れる記述がある。『母方の祖父ウイリアム・オリヴァー・ロビンソンはきわめて愛国心の強い人だった』『彼は愚かな人間が我慢できない質(たち)で、アメリカ合衆国が世界でもっとも偉大な国だと信じない人間を軽蔑していた』『私は自分の血の中にその愛国精神を受け継いでニューオーリンズで生まれ育った』などなど。奇しくもこれは後に出るストーン監督の作品『スノーデン』の主人公エドワード・スノーデン氏の家系とも類似する(※スノーデン氏も愛国心から軍隊へ志願している。また彼の父親はアメリカ沿岸警備隊勤務者である)。
- そしてジム・ギャリソン氏は精神形成において軍隊で過ごしたことへの影響が強かったと述べている。『私にとってアメリカ軍はアメリカ合衆国政府と同義語だった。』『私は州軍に籍を置いており、軍と合衆国政府を同一視していた』などなど。
- 余談だが、上記軍隊経験が事件調査の過程で活かされていると思われるシーンが幾つかある。 例えば、 ①調査の詰めが甘いビルを他の仲間が不審視したとき彼がそれを強く拒絶するシーンは、あさま山荘事件や新選組のご法度などプロジェクト遂行中にメンバーを疑いだすことはチーム運営上多大なマイナスの影響が出うると判断したためと推察される。 ②空港で主人公に対してビルが『命が狙われている』と忠告したのを彼が厳しく叱責したシーンは、同じくプロジェクト遂行中にそういった類いの情報が入るのは無意識レベルで多大な影響が出うると判断したためと推察される。なお余談だがスタンリー・キューブリック監督の『博士の異常な愛情』でも、とある基地が臨戦状態に入る直前に基地内の私物含めあらゆるラジオを没収していっさいの外部からの情報を統制する場面がある(※逆に言えば、なんらかの普段とは異なる情報統制が見られればそれは表向きはどう報じようと戦時状態に入ったものと推察される)。
- ストーン監督は、X大佐のモデルとなったL・フレッチャー・プラウティ氏との接触の中で、CIAは第二次世界大戦直後にウクライナにいたナチスのメンバーを本国アメリカへ連れて帰り、偽名や偽の証明書で彼らを保護したうえで、1948年にウクライナへ飛行機による食糧などの物資の投下とともに彼らも一緒に投下したと聴いている。これが偶然の副作用(side effect)として後の作品『ウクライナ・オン・ファイヤー』や『乗っ取られたウクライナ』の制作の際に貢献したと述懐している。[10]
- 多くの視聴者が感じていることであると思うが、同監督の映像作品のほとんどは、一度観ただけでは大枠の話の筋すら追いにくい難解な作品であることが多い。一例として、本作「1:52:36」前後で『ベトナムの大統領殺害の１週間後－暗殺の２週間前だが－』とのセリフがあるが、これは南ベトナムでアメリカ傀儡政権を担っていたゴ・ディン・ジエム大統領の殺害事件のことを指すと思われる(※その場合、ジエムの死が1963年11月2日なので時差を含めればおそらくぴたりと一致するかと思われる)。話者であるX大佐が米国の元軍人であるため、リアリティを重視すればごく自然なセリフ運びとなりうるのかもしれないが、ここでジェムの死の話が入るのは唐突感があり、意図は非常に読みづらい。このように、同監督の作品の多くは一般の視聴者には難易度が高いと思わざるを得ないシーンが多々挿入される傾向がある。